# 斯洛博丹·尼基奇
斯洛博丹·尼基奇（1983年1月25日—）生于兹雷尼亚宁，是一名塞尔维亚男子水球运动员。他于2002年开始参加国际比赛。运动生涯期间曾参加2004年、2012年和2016年三届奥运，共收获一枚金牌、一枚银牌和一枚铜牌。2016年里约奥运后，他退出了国家队。这之后他继续代表俱乐部参加比赛，直至2020年宣布结束运动生涯为止。